# Leucania rhodocomma
Leucania rhodocomma là một loài bướm đêm trong họ Noctuidae.